# Друга Филипинска Република
Друга Филипинска Република (Тагалог: Ang Ikalawang Republika ng Pilipinas; Јапански: 第二フィリピン共和国), званично Република Филипина (Тагалог: Republika ng Pilipinas; Јапански: フィリピン共和国), је била јапанска вазална држава током Другог светског рата.
Држава је успостављена 14. октобра 1943. године, током јапанске окупације Филипина, а укинута је 17. августа 1945. године, два дана након капитулације Јапана.